# 마크 7 핵폭탄
마크 7 핵폭탄(Mark 7 Nuclear Bomb)은 미국의 전술용 원자폭탄이다.

## 같이 보기
- 핵무기 목록